# Wolves (álbum de Rise Against)
Wolves es el octavo álbum de estudio de la banda estadounidense de hardcore punk Rise Against. Fue lanzado el 9 de junio de 2017. Con la misma formación que sus tres álbumes anteriores, el guitarrista Zach Blair se ha convertido en el primer guitarrista de Rise Against apareciendo en cuatro álbumes de estudio.

## Producción
Durante las grabaciones, originalmente se había titulado Mourning in America, debido las Elecciones presidenciales de Estados Unidos de 2016, el título y el tema lírico del álbum ya no eran válidas, terminó titulado Wolves. Las letras de Wolves siguen el tema habitual de la banda, siendo una base política, sin embargo esta vez alrededor de la banda con fuerza a la elección presidencial de 2016. Canciones como  "How Many Walls", "Welcome to the Breakdown" y la pista del título se oponen a los puntos de vista de Donald Trump (tal como lo hicieron George W. Bush durante su tiempo en el cargo), ya que los miembros de la banda son partidarios de Democrática del partido, mientras temas como "House on Fire" y "Politics of Love" son más personales, sin embargo conservan algunas inclinaciones políticas. El vocalista Tim McIlrath declaró en una entrevista con el auditorio de la capilla: "Wolves no se trata de crear un espacio seguro, se trata de crear un espacio que es peligroso para la injusticia".

## Lista de canciones
| N.º | Título                      | Duración |  |
| 1.  | «Wolves»                    | 3:37     |  |
| 2.  | «House on Fire»             | 3:14     |  |
| 3.  | «The Violence»              | 3:48     |  |
| 4.  | «Welcome to the Breakdown»  | 3:03     |  |
| 5.  | «Far from Perfect»          | 3:32     |  |
| 6.  | «Bullshit» (con Chad Price) | 4:12     |  |
| 7.  | «Politics of Love»          | 4:09     |  |
| 8.  | «Parts Per Million»         | 3:40     |  |
| 9.  | «Mourning in Amerika»       | 3:19     |  |
| 10. | «How Many Walls»            | 3:50     |  |
| 11. | «Miracle»                   | 3:40     |  |

Edición de lujo
| Deluxe edition bonus tracks |                              |          |  |
| N.º                         | Título                       | Duración |  |
| 12.                         | «Megaphone»                  | 3:05     |  |
| 13.                         | «Broadcast[Signal]Frequency» | 2:30     |  |

## Posicionamiento en lista
| Lista (2017)                  | Posiciones |
| ----------------------------- | ---------- |
| Australian Albums (ARIA)      | 5          |
| Bélgica (Ultratop flamenca)   | 27         |
| Bélgica (Ultratop valona)     | 81         |
| Países Bajos (Album Top 100)  | 76         |
| New Zealand Albums (RMNZ)     | 20         |
| Reino Unido (UK Albums Chart) | 38         |
| US Billboard 200              | 9          |